# Chử
Chử (chữ Hán: 褚), cũng đọc là Trử, là một họ của người ở vùng Văn hóa Đông Á như Trung Quốc, Hồng Kông, Đài Loan, Singapore và Việt Nam.
Tại Trung Quốc trong danh sách Bách gia tính họ Chử 褚 đứng thứ 11. Họ Chử được coi là có nguồn gốc từ nước Tống thời Xuân Thu.

## Họ Chử Việt Nam
Hiện nay những người mang họ Chử tại Việt Nam sinh sống tập trung chủ yếu trên 72 xã của Việt Nam, rải rác ở các tỉnh thành phía bắc dọc theo sông Hồng gồm Hà Nội, Phú Thọ (Tứ Xã, Cẩm Khê, Thanh Ba), Thái Nguyên, Thái Bình, Sơn La, Lai Châu, Hải Dương, Đồng Nai...

## Người Việt Nam họ Chử có danh tiếng
- Chử Đồng Tử (褚童子), nhân vật truyền thuyết, một trong tứ bất tử của Việt Nam
- Chử Phong, tiến sĩ[2]
- Chử Thiên Khải, tiến sĩ[2], tham chính thời Lê sơ, đỗ tiến sĩ vào năm Cảnh Thống (1502).
- Chử Sư Đồng, tiến sĩ[2]
- Chử Sư Văn, tiến sĩ[2]
- GS. TS. Chử Đức Trình, Hiệu trưởng Trường Đại học Công nghệ, Đại học Quốc gia[3].
- Chử Xuân Dũng, nguyên Phó Chủ tịch UBND Thành phố Hà Nội[4]
- Chử Đức Hoàng, Phó Trưởng ban liên lạc lâm thời của dòng họ Chử[5]
- Chử Văn Lâm, Tổng Biên tập Tạp chí Kinh tế Việt Nam

## Người Trung Quốc họ Chử có danh tiếng
- Chử Thiếu Tôn (褚少孫), nhà sử học thời Tây Hán
- Chử Toại Lương (褚遂良), đại thần của Đường Thái Tông, nhà thư pháp thời nhà Đường
- Chử Ích Dân, Thượng tướng Quân Giải phóng Nhân dân Trung Quốc